# Rislane
Rislane (franska: Rislane (CR), Rislane (Commune Rurale), arabiska: شويحية) är en kommun i Marocko.   Den ligger i provinsen Berkane och regionen Oriental, i den nordöstra delen av landet, 400 km öster om huvudstaden Rabat. Antalet invånare är 5 195.